# الدوري البلجيكي الممتاز 1897–98
الدوري البلجيكي الممتاز 1897–98 (بالفرنسية: Championnat de Belgique de football 1897-1898)‏ هو الموسم 3 من Belgian football league system ‏. أقيم بتاريخ 31 أكتوبر 1897، وأشرف على تنظيمه الاتحاد الملكي البلجيكي لكرة القدم، وكان عدد الأندية المشاركة فيه 5، وفاز فيه نادي لييج.